# Manuel Díaz Rodríguez
Manuel Díaz Rodríguez (Chacao, Miranda, 28 de febrero de 1871 - Ciudad de Nueva York, 24 de agosto de 1927) fue un escritor modernista venezolano.

## Biografía
Nació el 28 de febrero de 1871, en la Hacienda Los Dolores (hoy en día Altamira); en el Municipio Chacao, como el menor de los once hijos de Juan Díaz Chávez y María Dolores Rodríguez Coyada; inmigrantes canarios, llegados a Caracas en 1842. Sus hermanos fueron: María Isabel de los Ángeles (1845), Antonio Epifanio de los Dolores (1848), Isabel Marcelina de los Dolores (1850), Rita Merchora de Jesús (1853), Josefa María (1856), Antonio María (1858), María de los Dolores Bárbara de Jesús (1860), Magdalena de Jesús (1862), María del Carmen Canuta (1865) y Juan (1868).
Estudió Medicina en la Universidad Central de Venezuela, dónde fue alumno de Adolfo Ernst y viajó a Europa para profundizar y perfeccionar sus conocimientos científicos. Vivió en París y en Viena, donde se interesó por las teorías de Sigmund Freud y donde se instaló por dos años, haciendo desde allí viajes ocasionales a Italia y Constantinopla. Dominó cuatro idiomas y desde su juventud fue un ávido lector, lo que determinó que su inclinación por la literatura se impusiera a la carrera médica.
En 1895, regresa a Venezuela y fue uno de los fundadores de la Cruz Roja de Venezuela; junto a Agustín Aveledo, Francisco Antonio Rísquez, Luis Espelozín, Pablo Acosta Ortíz, Luis Razetti y Rafael Villavicencio. 
Su primer libro, Sensaciones de Viaje; fue publicado en París en 1896. Su triunfo como escritor fue inmediato, al obtener el premio de la Academia Venezolana de la Lengua. 
Cuando Díaz Rodríguez regresó a Venezuela, se incorporó al grupo de intelectuales que se han reunido en torno a las revistas El Cojo Ilustrado y Cosmópolis. Fue uno de los integrantes de la llamada Generación del 98 en Venezuela, al lado de Pedro Emilio Coll, Luis Manuel Urbaneja Achelpohl, Pedro César Dominici, César Zumeta y Gabriel Zambrano. Los primeros años de su vida como escritor, fueron bastante fecundos, pues en 1897 publicó Confidencias de Psiquis; con prólogo de Pedro Emilio Coll y en 1898 publica De mis Romerías, un libro de viajes; en cada estampa asocia la belleza de las ciudades a la belleza de las mujeres que habitan en ellas. Por este motivo, se inicia una controversia con la Iglesia y con algunos escritores conservadores, que consideran al libro una obra pagana y sensual e intentan, en vano, boicotear el premio de la Academia Venezolana de la Lengua. 
En 1899, luego de casarse; regresó a París y publicó Cuentos de Color; nueve narraciones que tienen el nombre de un color determinado, el cual, asociado con un estado del alma, constituye la atmósfera de cada cuento.
Regresó a Venezuela en 1901. En ese momento se ha apartado de la medicina y se dedica por completo a escribir. Publica su primera novela, Ídolos rotos; que es un cuestionamiento del estado social, político y cultural que se vivió en Venezuela en la época de Cipriano Castro, a quien se opone abiertamente. Al año siguiente, publica su segunda novela en Madrid, Sangre Patricia (que inicialmente había pensado llamar “Uvas del Trópico”), internacionalmente en la que plantea el tema de la Guerra Civil. Con ella culmina lo que algunos críticos consideran la primera y la mejor etapa de la obra de Díaz Rodríguez.
Tras la muerte de su padre, en 1902; se refugió en la hacienda para evitar la bancarrota. Comenzó para él, un largo retiro de casi siete años en medio de un silencio literario absoluto, pero donde observó la vida de los labriegos, acumulando vivencias para una novela que escribiría años más tarde, Peregrina o El Pozo Encantado.
En 1909, luego de la caída del régimen político de Cipriano Castro y la llegada al poder de Juan Vicente Gómez, Díaz Rodríguez salió de su retiro rural, se puso al frente de la dirección del periódico El Progresista y allí hizo sus primeras armas de político,  junto con otros renombrados escritores como Rufino Blanco Fombona, Pedro Manuel Arcaya y César Zumeta, de los cuales se separó pronto y se convirtió en colaborador de Gómez, dando comienzo a su trayectoria política. Durante diecisiete años, ocupó diferentes altos cargos en la administración de Gómez; como vicerrector de la Universidad Central de Venezuela, director de Instrucción y Bellas Artes (1911-1913), Ministro de Relaciones Exteriores (1914-1916), Senador por el Estado Bolívar (1915), Ministro de Fomento (1916), Ministro Plenipotenciario de Venezuela en Italia (1919-1923), Presidente del estado Nueva Esparta (1925) y Presidente del Estado Sucre (1926).
En 1910, publicó Camino de Perfección; que es un ensayo sobre la vanidad y el orgullo, donde la ilustración de la portada de la edición príncipe; es obra del famoso pintor venezolano Tito Salas, en 1918 Sermones Líricos y en Madrid, en 1926, Peregrina (que había ideado con el título “Barro Criollo”). El mismo año pasó a ser miembro de la Academia Nacional de la Historia de Venezuela.
Luego, viajó a Buenos Aires en calidad de representante de Venezuela en la Cuarta Conferencia Panamericana.
En 1911, heredó de su madre la Hacienda San José; dedicada al cultivo y procesamiento de caña de azúcar. Hoy en día, dicha hacienda forma parte del Parque Generalísimo Francisco de Miranda.
Después, volvió a Italia e inauguró la Plaza Bolívar en el Monte Sacro.

## Matrimonio y descendencia
El 7 de julio de 1899, contrajo matrimonio con Graziella Calcaño Sánchez; hija del escritor Eduardo Calcaño y regresaron a París. Ya de vuelta a Venezuela, tuvieron una hija: Yolanda Margarita (10 de junio de 1905-18 de enero de 1955), casada en 1925; con su primo, el médico Fermín José Díaz Álvarez (20 de abril de 1895-28 de junio de 1953); quien era hijo de Antonio María. Además, tuvieron tres nietos: Graciela Dolores (1926-2021), Gloria (1927-2018) y Manuel Antonio Díaz Díaz (1933-2014), siete bisnietos: Héctor Manuel (1950-2010), Daniel (1952) y Jorge Machado (1956), hijos de Graciela y Fermín (1960-2017), Carlos Manuel (1961), Yolanda (1966) y Miguel Ángel Díaz Becerra (1971), hijos de Manuel Antonio y doce tataranietos.

## Muerte
Víctima de una grave enfermedad de la garganta,  se trasladó en mayo de 1927 a Nueva York; donde fue admitido en el New York Cancer Hospital, el 9 de agosto de 1927 y murió el 24 de agosto de ese año, de linfosarcoma. Fue sepultado en el Cementerio del Calvario de esa ciudad, hasta septiembre de ese mismo año; cuando los restos fueron exhumados y trasladados a Venezuela, hasta ser sepultado en el Cementerio General del Sur.

## Obras

### Novelas
- Ídolos rotos (1901)
- Sangre Patricia (1902)
- Peregrina 123 (1922)

### Cuentos
- Confidencias de Psiquis[2] (1896)
- Cuentos  Color (1899)

### Ensayos
- Sensaciones de viaje (1896)
- De mis romerías (1898)
- Camino de perfección y otros ensayos (1910)